# Ellen Pollock
Ellen Pollock (29 de junho de 1902 - 29 de março de 1997) foi uma atriz britânica, apareceu principalmente no palco de West End de Londres . Ela também apareceu em vários filmes e produções de TV.
Uma devota de Bernard Shaw, ela foi presidenta da Shaw Society em 1949. Em seu obituário, o Independent escreveu: "Acredita-se que Pollock tenha desempenhado, em uma carreira de 72 anos, mais heroínas shavianas do que qualquer outra pessoa. Ela dirigiu as temporadas de sua peça em Londres, e foi durante a estréia em Londres de uma de suas obras menos conhecidas - Farfetched Fables (Watergate, 1950) - que ela anunciou, no palco, a morte de Shaw. " 
A dedicação de Pollock à atuação começou aos sete anos de idade, quando ela viu Sarah Bernhardt no palco; ela descobria que ela mesma queria ser atriz. Pollock também foi diretor de teatro e professor de teatro na RADA e na Webber Douglas Academy of Dramatic Art ; e seu variado trabalho televisivo incluiu várias aparições em The Forsyte Saga para a BBC.
Ela viveu mais que ambos maridos, o capitão Leslie Hancock e o artista James Proudfoot. Ela teve um filho com o capitão Hancock. Pollock foi o tema do programa de TV This Is Your Life em 1992.
A mãe de Ellen Pollock, Hedwig Kahn, era irmã de Otto Hermann Kahn (rico investidor, colecionador, filantropo e patrono das artes) e do compositor Robert Kahn .

## Filmografia
- Moulin Rouge (1928)
- Piccadilly (1929)
- The Informer (1929)
- Night Birds (1930)
- Too Many Crooks (1930)
- Midnight (1931)
- The Wife's Family (1931)
- Let's Love and Laugh (1931)
- A Gentleman of Paris (1931)
- 77 Park Lane (1931)
- The Last Coupon (1932)
- The First Mrs. Fraser (1932)
- Channel Crossing (1933)
- Heads We Go (1933)
- Mister Cinders (1934)
- It's a Bet (1935)
- Royal Cavalcade (1935)
- The Happy Family (1936)
- Aren't Men Beasts! (1937)
- Non-Stop New York (1937)
- Millions (1937)
- Splinters in the Air (1937)
- The Street Singer (1937)
- Sons of the Sea (1939)
- Spare a Copper (1940)
- Kiss the Bride Goodbye (1945)
- Don Chicago (1945)
- Bedelia (1946)
- Warning to Wantons (1949)
- Something in the City (1950)
- To Have and to Hold (1951)
- The Galloping Major (1951)
- The Fake (1953)
- The Golden Link (1954)
- The Time of His Life (1955)
- Not So Dusty (1956)
- The Hypnotist (1957)
- The Gypsy and the Gentleman (1957)
- The Long Knife (1958)
- So Evil, So Young (1961)
- Master Spy (1964)
- Rapture (1965)
- Who Killed the Cat? (1966)
- Finders Keepers (1966)
- Horror Hospital (1973)
- The Wicked Lady (1983)